# Julius Exner
Johan Julius Exner, född den 30 november 1825 i Köpenhamn, död där den 15 november 1910, var en dansk målare av böhmisk härkomst.
Exner var hantverksmålare, innan han blev lärjunge av J.L. Lund och konstakademien. Hans försök att utbilda sig i det historiska facket var mindre tillfredsställande, och hans talang nådde sin fulla utveckling först då, när han fann sitt rätta område som genremålare. 
Till en början sökte Exner ämnen för sina framställningar på Amager, och hans milda, skälmskt humoristiska skildringar av Amagerbondens liv förvärvade honom hastigt ett aktat namn och fick genom litografier en spridning, som knappast kom någon annan dansk målares arbeten till del. Senare skildrade han också med framgång scener ur den själländska bondeklassens liv samt i en och annan tavla drag av svenskt folkliv. 
Därjämte målade Exner under de senare åren porträttgrupper med hela figurer (under naturlig storlek), så sammanställda med sina omgivningar, att de blev verkliga genrebilder från den bildade medelklassens liv. Till dessa kan räknas Christian Winther på spatsertur, som hör till en porträttserie av danska skalder.  
Exners motivkrets framgår med all klarhet av namnen på de nio målningar, som representerar honom i Köpenhamns konstmuseum: En Amagerhustru räknar sina pengar, En fattig kvinna väntar på ett krus öl, Söndagsbesök hos farfar, Gille hos en bonde på Amager, Svarta-Petterspelarna, Den lille konvalescenten, En gammal man förseglar ett brev, Ett telegram och Bondegille i Hedebotrakten. 
Exners målningssätt var ytterst vårdat, putsat och utpenslat, "dagligstuekunst" till anda och hållning. Det omsorgsfulla och kärleksfulla utförandet och inte minst de trevliga motiven skaffade honom en betydande popularitet. Sedan 1866 var han ledamot av Akademien för de fria konsterna. Åren 1872-93 var han lärare vid konstakademien i Köpenhamn och fick professors titel 1876.

## Utmärkelser
- Riddare av Dannebrogorden,  1869[6]
- Dannebrogsmännens hederstecken,  1888[6]
- Kommendör av Dannebrogorden,  1892[6]
- Kommendör av första graden av Dannebrogorden,  1895[6]
- Thorvaldsenmedaljen

[Redigera Wikidata]

### Fotnoter
1. ↑  RKDartists, RKDartists-ID: 26935, läst: 23 augusti 2017.[källa från Wikidata]
2. 1 2  Julius Exner, Kunstindeks Danmark (på engelska), Kunstindeks Danmark-ID: 175.[källa från Wikidata]
3. 1 2  Johan Julius Exner, Benezit Dictionary of Artists (på engelska), Oxford University Press, 2006 och 2011, ISBN 978-0-19-977378-7, Benezit-ID: B00060554, läs online.[källa från Wikidata]
4. ↑  RKDartists, RKDartists-ID: 26935, läst: 26 augusti 2017.[källa från Wikidata]
5. ↑  RKDartists, RKDartists-ID: 26935, läst: 15 oktober 2016.[källa från Wikidata]
6. 1 2 3 4 5 6 7 8  Dansk Biografisk Leksikon, 3. udgave, tredje utgåvan, 1984, läs online.[källa från Wikidata]